# Seward (Pennsylvanie)
Pour les articles homonymes, voir Seward.
Seward est un borough situé au sud du comté de Westmoreland, en Pennsylvanie, aux États-Unis,. En 2010, il comptait une population de 495 habitants, estimée au 1er juillet 2020 à 461 habitants. Le borough est incorporé le 23 janvier 1904.

## Démographie
Lors du recensement de 2010, le borough comptait une population de 495 habitants. Elle est estimée, en 2020, à 461 habitants.